# 손톱 (영화)
"손톱"은 1995년에 개봉한 대한민국의 영화이며 해당 영화에서 심혜진 진희경 두 배우의 연기 하모니를 지켜본 강제규 감독이 자신의 연출작 중 하나인 "은행나무 침대"에 심혜진 진희경 두 사람을 일찌감치 캐스팅하겠다고 했지만 이 영화에 캐스팅된 건 진희경이 유일했다.
한편, 뮤지컬배우 박해미가 해당 영화에 영화 속의 소영(심혜진 분)이 인테리어를 맡아 개점하게 된 대형 가구점 주인 역으로 잠깐 출연했다.

## 캐스팅
- 심혜진 : 소영 역
- 진희경 : 혜란 역
- 이경영 : 정민 역
- 정성모
- 조선묵
- 서우린
- 이송욱
- 서우림